# ロックアイランド

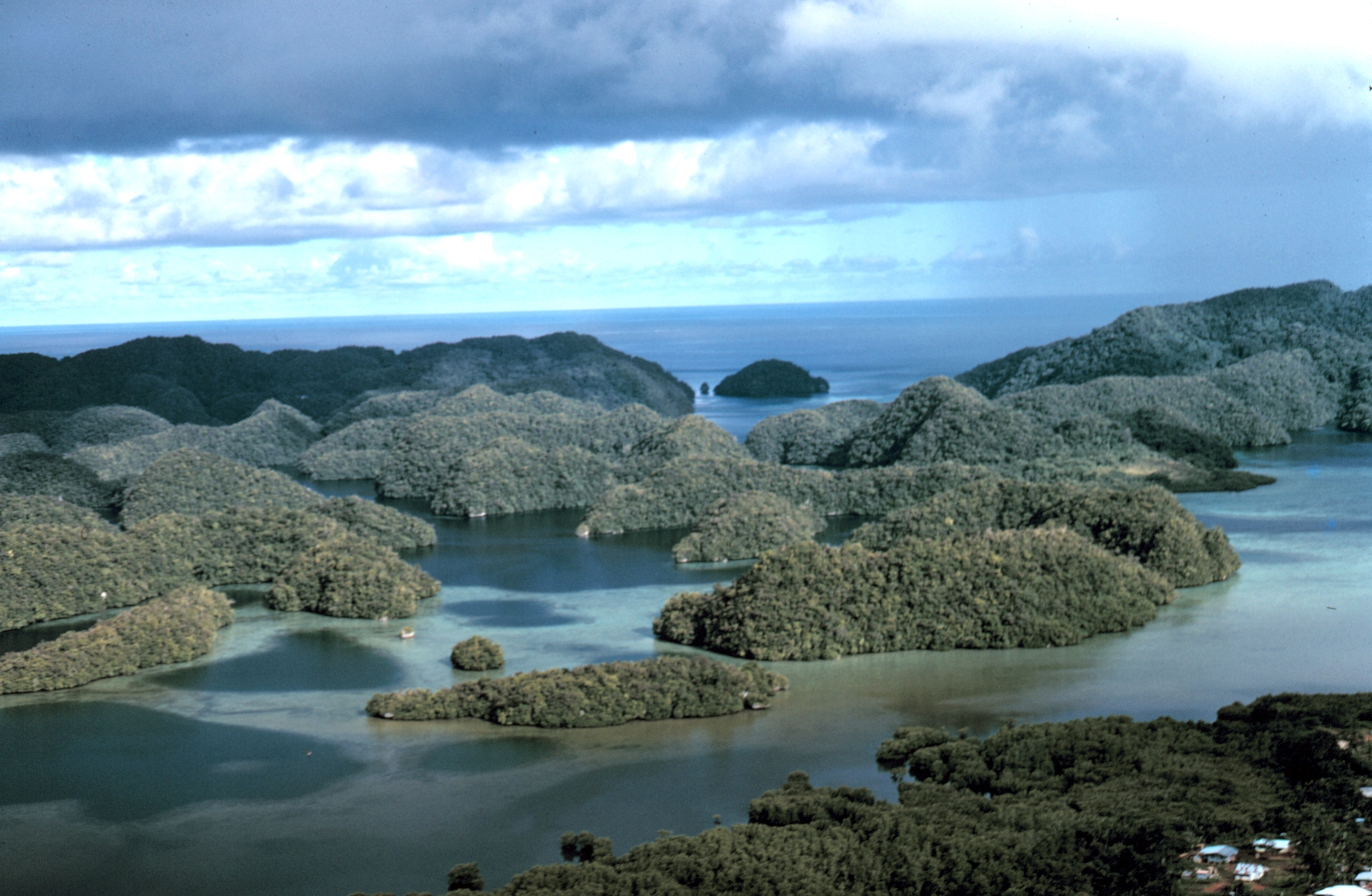
ロックアイランド

ロックアイランド（英語:Rock Islands、パラオ語:Chelbacheb、エルバエブ）は、パラオ共和国のコロール島とペリリュー島の間にある200～300の島々の総称。古代の珊瑚礁が隆起して出来た石灰岩の島で、多くは無人島である。日本統治時代にはパラオ松島と呼ばれた。
傘のような形をした島々に青いラグーンが広がり、有名なダイビングスポットが点在している。主なダイビングスポットはブルーコーナー、ブルーホール、ジャーマンチャネルなどが挙げられる。
ロックアイランドには多くの海水湖があり、ジェリーフィッシュレイクでは毒性の低いクラゲが無数に生息しており、クラゲと泳げるダイビングスポットとして世界的にも有名である。
ロックアイランド周辺の海底には、第二次世界大戦中の1944年3月30日に敵機の攻撃を受け、沈んだ大日本帝国海軍の給油艦「石廊」「佐多」や、特設給油船「あまつ丸」、陸軍徴用船「忠洋丸」などが眠っている。
2012年7月、ロックアイランドと周辺のラグーンは、「ロックアイランド群と南ラグーン」として世界遺産リストに登録された。

## 歴史
ヨーロッパ人が島に接触する以前、島には先住民のパラオ人が住んでいました。険しい崖と保護されたラグーンのあるロックアイランドは、漁業、農業、そして宗教的修行の場として利用されていました。パラオの初期の入植者は、紀元前1000年頃に東南アジアまたはフィリピンから到着したと考えられています。
ロックアイランドとヨーロッパ人との最初の接触は、1543年にスペインの探検家ルイ・ロペス・デ・ビジャロボスがこの地域を通過した際に記録されています。しかし、ヨーロッパ人が太平洋地域を探検し、植民地化を始めた19世紀後半になって初めて、この島々は西洋世界でより広く知られるようになりました。
19 世紀後半、ロック諸島を含むパラオはドイツ帝国の植民地となりました。ドイツ人はこの地域に拠点を置き、コプラ (乾燥したココナッツの果肉) プランテーションの開発に力を入れましたが、島々に対するドイツ人の支配は限定的でした。
第一次世界大戦後、パラオは国際連盟の委任統治領として日本の統治下に入った。日本統治下では、道路や農園の建設など、島々のインフラ整備が進んだが、ロックアイランドは険しい地形のため、ほとんど開発されなかった。
第二次世界大戦中、パラオ諸島は戦略的に重要な位置を占めていた。1944年、ペリリュー島の戦いで米海兵隊が日本からパラオを奪取した。ロックアイランドは紛争で大きな被害を受け、日本軍の要塞跡が今も残っている。戦後、パラオは米国が管理する太平洋諸島信託統治領の一部となった。
パラオは 1994 年に独立し、ロック アイランドはユニークなサンゴ礁、透き通った海、豊かな海洋生物で知られる主要な観光地となりました。2012 年には、島々の自然的価値が認められ、ユネスコの世界遺産に登録されました。保護地域として、世界中のダイバー、科学者、自然保護活動家が訪れています。

## 主な島
- ウルクターブル島
- ウーロン島
- マカラカル島
- ガルメアウス島

ガルメアウス島の近くには、アントニオ猪木が所有する島「イノキアイランド」がある。
ブルーコーナー、ブルーホールなどのダイビングスポットは、この付近の島の島主である岸川格による開発であることが紹介された。